# Elisabeth Sailer-Albrecht
Elisabeth Sailer-Albrecht (* 22. Mai 1939 in Stans) ist eine Schweizer Politikerin der Mitte (ehemals CVP) aus dem Kanton Aargau und hatte 1993/94 das Amt der Präsidentin des Grossen Rates des Kantons Aargau inne.

## Politische Tätigkeit
Sailer-Albrecht nahm diverse politische Ämter und gemeinnützige Aufgaben auf eidgenössischer, kantonaler, regionaler und kommunaler Ebene wahr. 1985 wurde sie in den Grossen Rat des Kantons Aargau als Mitglied der CVP-Fraktion gewählt und amtete auch als Mitglied im Fraktionsvorstand. 1993/94 war sie Präsidentin des Grossen Rates; 1999 folgte ihr Rücktritt nach über 14 Jahren Ratstätigkeit.

## Nationale und kantonale Tätigkeiten, Stiftungen, Vereine
Elisabeth Sailer war zwischen 1988 und 2018 bei diversen schweizerischen und kantonalen Organisationen, Kommissionen, Stiftungen und Vereinen in unterschiedlichen Rollen aktiv. Im Rahmen dieser Engagements hat sie sich für den Aargauischer Katholischer Frauenbund (AKF) als Co-Beauftragte "Sanitas", Vorstandsmitglied und Leiterin Fachgruppe "Staat" zusammen mit der damaligen Kantonalpräsidentin Caroline Meier-Machen vehement für den AKF-Frauenpreis" eingesetzt, welcher aus dem «Muttertagsfonds Projekt Sanitas» des AKF resultiert. Es folgt eine Übersicht.
- 1992–2005 Schweizerische Gesellschaft für Aussenpolitik (SGA), auch deren Vizepräsidentin
- 2001–2002 Mitglied der Eidgenössischen Filmkommission; Vertreterin des Schweizerischen Katholischen Frauenbunds (SKF)

- 1989–2001 Aufsichtskommission Historisches Museum Kanton Aargau, ab 1995 Präsidentin
- 1989–2001 Kunsthauskommission des Kantons Aargau
- 1994–2004 Stiftungsrat Schloss Lenzburg

- 1991–2002 Stiftungsrat Kreisspital für das Freiamt
- 1994–2004 Programmkommission Stapferhaus Lenzburg[4]
- Vorstand Aargauer Heimatschutz und Stiftungsrätin Aargauer Heimatschutz
- 1998–2010 Stiftungsrätin Pro Senectute Aargau[5]; Delegierte Bezirk Bremgarten
- 1989–2010 Stiftungsrätin der Stiftung Reusstal, ab 1996 Präsidentin[6][7]
- 1999–2013 Stiftung Hans und Isabelle Isler-Käppeli; Stiftungsrätin[8]
- 1988–1995 Vorstand Aargauischer Katholischer Frauenbund (AKF), Leiterin Fachgruppe Staat und Sanitas
- 2008–2018 Verein zur Unterstützung des Kinderheims St. Martin de Porres auf den Philippinen; auch deren Präsidentin[9]

## Besondere Einsätze
- 1996 Im Auftrag des EDA resp. der OSZE: Supervisor für die Wahlen in Bosnien-Herzegowina im Rahmen der "OSZE-Mission" (Organisation und Durchführung)[10]
- 1998 Leitungsausschuss "Jubiläumsjahr 1998: 200 Jahre Helvetische Republik" im Aargau; Mitglied im Leitungsausschuss[11]
- 1998 Auslandschweizer-Kongress im Aargau; OK-Präsidentin
- 1993 Chevalier d’Honneur de l’Ordre de la Channe du Valais